# Morawskie Budziejowice
Morawskie Budziejowice (czes. Moravské Budějovice, niem. Mährisch Budwitz) – miasto w Czechach, w kraju Wysoczyna, w powiecie Třebíč. Według danych z 31 grudnia 2003 powierzchnia miasta wynosiła 3 715 ha, a liczba jego mieszkańców – 7 441 osób.

## Historia
Po raz pierwszy wzmiankowane w r. 1231 w liście papieża Grzegorza IX., w XIII w. otrzymały prawa miejskie. W r. 1498 Władysław II Jagiellończyk potwierdził przywileje miasta i przyznał mu pieczęć.

## Demografia
| Rok             | 1970  | 1980  | 1991  | 2001  | 2003  |
| --------------- | ----- | ----- | ----- | ----- | ----- |
| Liczba ludności | 6 367 | 7 265 | 7 884 | 8 004 | 7 971 |

Źródło: Czeski Urząd Statystyczny